# James Wesolowski
James Peter Wesolowski (nascido em 25 de agosto de 1987) é um futebolista australiano que joga como meio-campista no Hamilton Academical,também chamado de Falkirk FC, por empréstimo do Leicester City. Ele joga na Europa com um passaporte polonês, tendo a dupla nacionalidade.sendo um jogador propenso a lesões, Wesolowski sofreu duas pernas quebradas e um tornozelo quebrado na sua carreira até agora.

## Leicester City
Antes de se transferir para o Leicester,Wesolowski jogou pelo Northern Spirit FC em 2002.depois de demonstrar um grande potencial no time reserva,ele jogou pelo Leicester em um amistoso de pré-temporada contra o Celtic em 2005,mas sofreu uma fratura na perna nume dividida do zagueiro do Celtic Bobo Baldé.ele sofreu uma cirurgia na perna,mas a lesão deixou-o sem condições de jogo até o começo de 2006.Wesolowski retornou e impressionou no time do Leicester,fazendo sua estreia contra o Cardiff em janeiro de 2006.no entanto,após apenas cinco jogos,ele fraturou a perna novamente contra o Brighton,em fevereiro.ele se recuperou a tempo de disputar a temporada 2006/07,embora uma lesão na coxa tenha tirado ele dos jogos por um mês.a saída de Joe Guðjónsson deu a Wesolowski a oportunidade de entrar regularmente no time principal,embora ele ainda enfrentasse forte concorrência dos então colegas Stephen Hughes e Andy Johnson na posição de meio-campista central.ele marcou seu primeiro gol como profissional em uma derrota de 4x3 para o Fulham na Copa da Inglaterra.no começo da temporada 2008/09,Wesolowski perdeu seu lugar na equipe principal após o rebaixamento para a League 1.em outubro de 2008,ele foi emprestado para o Cheltenham Town por três meses.o empréstimo acabou depois que Wesolowski sofreu uma fratura no tornozelo em um jogo contra o Tranmere Rovers,em outubro.em fevereiro de 2009,ele foi emprestado novamente,desta vez para o Dundee United.em agosto de 2009,ele foi emprestado para o Hamilton Academical F.C. por um período de seis meses.
em 1 de junho de 2010,Wesolowski se transferiu para o Peterborough United F.C..